# Fantastic Beasts: The Crimes of Grindelwald (soundtrack)
Fantastic Beasts: The Crimes of Grindelwald is de originele soundtrack van de gelijknamige film, gecomponeerd door James Newton Howard en uitgebracht als download op 9 november 2018 en op compact disc op 30 november 2018 door WaterTower Music.
Howard - die eerder de muziek van Fantastic Beasts and Where to Find Them schreef - bevestigde op 16 november 2016 in een podcast dat hij terug zou komen om het vervolg te componeren. De laatste drie tracks op het album zijn piano-solo's van afzonderlijke thema's, uitgevoerd door Howard zelf en verschijnen niet in de film. Deze tracks zijn ook eerder uitgebracht op 26 oktober 2018. Naast download en compact disc wordt het album ook op vinyl vrijgeven in januari 2019. Op 24 november 2018 verscheen het album in de Vlaamse Ultratop 200 Albums.

## Nummers
| Nr. | Titel                                       | Duur |
| --- | ------------------------------------------- | ---- |
| 1   | The Thestral Chase                          | 8:04 |
| 2   | Newt and Leta                               | 2:32 |
| 3   | Dumbledore                                  | 2:11 |
| 4   | The Kelpie                                  | 1:32 |
| 5   | Newt and Jacob Pack for Paris               | 2:27 |
| 6   | Nagini                                      | 4:15 |
| 7   | Newt Tracks Tina                            | 2:27 |
| 8   | Queenie Searches for Jacob                  | 1:35 |
| 9   | Irma and the Obscurus                       | 2:56 |
| 10  | Blood Pact                                  | 2:29 |
| 11  | Capturing the Zouwu                         | 1:33 |
| 12  | Traveling to Hogwarts                       | 1:06 |
| 13  | Leta's Flashback                            | 4:40 |
| 14  | Salamander Eyes                             | 2:28 |
| 15  | Matagots                                    | 2:15 |
| 16  | Your Story is Our Story                     | 3:21 |
| 17  | Leta's Confession                           | 5:14 |
| 18  | Vision of War                               | 3:49 |
| 19  | Spread the Word                             | 4:01 |
| 20  | Wands into the Earth                        | 4:04 |
| 21  | Restoring Your Name                         | 6:20 |
| 22  | Fantastic Beasts: The Crimes of Grindelwald | 2:40 |
| 23  | Dumbledore's Theme (Piano Solo)             | 1:27 |
| 24  | Fantastic Beasts Theme (Piano Solo)         | 1:37 |
| 25  | Leta's Theme (Piano Solo)                   | 2:04 |

## Hitnoteringen

### VlaamseUltratop 200 Albums
| Hitnotering: 24-11-2018 | Hitnotering: 24-11-2018 | Hitnotering: 24-11-2018 |
| Week:                   | 1                       |                         |
| ----------------------- | ----------------------- | ----------------------- |
| Positie:                | 194                     | uit                     |